# Мюльбахль
Мюльбахль (нем. Mühlbachl) — коммуна в Австрии, в федеральной земле Тироль.
Входит в состав округа Инсбрук.  Население составляет 1372 человека (на 31 декабря 2005 года). Занимает площадь 28,8 км². Официальный код  —  70330.

## Политическая ситуация
Бургомистр коммуны — Альфонс Растнер по результатам выборов 2004 года.
Совет представителей коммуны (нем. Gemeinderat) состоит из 13 мест.